# Pro Patria Scherma
La Pro Patria Scherma è un'associazione sportiva italiana di scherma. Ha sede a Busto Arsizio, ove venne fondata nel 1881 come Società Ginnastica Pro Patria et Libertate.

## Storia
La Pro Patria Scherma fu fondata a Busto Arsizio nel 1881 come Società Ginnastica Pro Patria et Libertate. Lo stemma della società presentava, tra gli altri elementi, anche due spade incrociate sormontate dalla scritta "Società Ginnastica", successivamente modificata in "Società di Ginnastica e Scherma".
Non si conoscono i nomi dei fondatori della società, ma un documento del 1885 riporta il nome del presidente in carica nel 1881: Ernesto Castiglioni.

### Il riassetto del 1919, lo scioglimento e la rifondazione nel 1952
Nel 1919 la Società Ginnastica Pro Patria et Libertate si sciolse per poi ricostituirsi come Pro Patria et Libertate - Unione degli Sport Bustesi, fondendosi con un'altra società cittadina di ginnastica, la Società Ginnastica Bustese Sportiva. Non si hanno molte notizie sull'attività schermistica dell'epoca, se non una nota fornita da Carlo dell'Acqua che indica che nel periodo 1920-1930 i maestri Scognamiglio e Damiani seguivano un nutrito numero di allievi che però non presero mai parte a gare o tornei. Sulla pubblicazione Club 33 realizzata per il sessantesimo anniversario della società si legge che nel 1933 la squadra di scherma era composta da Ugo Farioli, Camillo Venzaghi, Mario Lualdi, Emilio Garavaglia e Peppino Cerana, che avevano ottenuto diverse vittorie sulle squadre di Milano e di Lodi.
All'interno della società negli anni successivi ci furono delle divisioni interne, soprattutto per quanto riguarda la ginnastica, che portarono l'attività schermistica a separarsi da quella ginnica. Si continuò a tirare di scherma nella sede di via Alberto da Giussano e, successivamente, in via Lombroso con i mastri Trenta e Poli, oltre ai già citati Scognamiglio e Damiani.
Nel 1952 la società fu ufficialmente rifondata e nel 1953 si affiliò alla Federazione Italiana Scherma. I fondatori della nuova società furono Enrico Mirelli e Franco Bosetto e il primo presidente fu Luigi Giani. All'epoca il maestro era Vincenzo Cannizzo e tra i suoi allievi figuravano Bruno Pellegatta, membro della nazionale azzurra ai campionati mondiali di Budapest del 1959, Sergio Fabrizi, vincitore di due Universiadi a squadre con Sergio Pozzi (nel 1957) e Bruno Pellegatta (nel 1959).

### Lo scioglimento del 1962 e la nuova rifondazione
Intorno al 1962 il gruppo si sciolse per poi ricostituirsi nel 1967 sotto la guida del presidente Enrico Mirelli, che nel 1968 cedette il ruolo a Cesare Vago. Come maestro fu richiamato Vincenzo Canizzo, supportato da altri maestri che si alternarono negli anni. Tra questi Dario Mangiarotti, Mario Ricci, Emilio Ponzi, Marcello Lodetti, Gianni Muzio e Carlo Carnevali.
Nel 1980 al maestro Giancarlo Toràn fu affidata la guida tecnica della squadra e tra i suoi primi allievi ci fu Andrea Felli, azzurro ai mondiali di scherma di Clermont-Ferrand del 1981. Ma la società aveva problemi di inadeguatezza della palestra. Nel 1982 la sede degli allenamenti si spostò nei locali sotto l'IPC Pietro Verri di via Torino, periodo in cui vennero conseguiti vari titoli mondiali e la medaglia di bronzo nel fioretto a squadre di Daniele Crosta ai Giochi olimpici di Sydney 2000. Questi risultati portarono l'amministrazione comunale ad assegnare alla società una nuova sala d'armi, intitolata ad Andrea Felli, in via Galvani, nell'edificio dell'ex Cotonificio Bustese. Oggi la sala è centro federale giovanile di sciabola e spada.
Nel 2012, su iniziativa del presidente Cesare Vago e con il supporto del maestro Giancarlo Toràn, negli spazi adiacenti alla sala Andrea Felli venne fondata l'Agorà della Scherma, museo dedicato alla storia dell'attivista schermistica sotto i punti di vista sportivo, militare e duellistico.

## Risultati
La Pro Patria Scherma, con i suoi atleti, ha conquistato dalla fine degli anni 1950 diciotto titoli mondiali, individuali o a squadre, nelle varie categorie – assoluti, militari, universitari e giovanili – maschili e femminili. Tra questi atleti Bruno Pellegatta, Sergio Fabrizi, Fabrizio Pozzi, Giancarlo Toràn, Andrea Felli, Daniele Crosta, Matteo Cazzani, Carlo Pensa, Anna Giacometti, Serena Lualdi, Marta Cammilletti e Carolina Erba. Oltre alle medaglie internazionali, la società vanta oltre sessanta titoli italiani e diverse vittorie nazionali e regionali.